# Abu-Sufyan ibn Harb
Sakhr ibn Harb ibn Umayya ibn Abd-Xams ibn Abd-Manaf (àrab: صخر بن أمية بن عبد شمس بن عبد مناف, Saḫr ibn Ḥarb ibn Umayya ibn ʿAbd Xams ibn ʿAbd Manāf), més conegut com a Abu-Sufyan o Abu-Sufyan ibn Harb (àrab: أبو سفيان بن حرب, Abū Sufyān ibn Ḥarb) (vers 565-653) fou un capitost de la Meca, mercader i financer, conegut també per la kunya Abu-Hàndhala (àrab: أبو حنظلة, Abū Ḥanẓala). Era el cap del clan Abd-Xams de la tribu de Quraix.
Si bé en un principi es va enfrontar a Mahoma, més tard es va convertir a l'islam naixent. D'entre els seus fills destaquen Yazid, general musulmà a Palestina, i Muàwiya, que va ser el primer califa omeia.

## Biografia
Formà part del grup polític dels Muttayyabun en el qual estava el clan hàixm però en temps de Mahoma s'havia acostat al grup polític rival del Banu Makhzum. Abans de l'hègira (622) es va oposar a Mahoma però la seva oposició fou moderada a diferència de la d'Abu-Jahl, cap dels Banu Makhzum.
El 624 dirigia una caravana que fou amenaçada per Mahoma; Abu-Jahl li va enviar mil homes de reforç. Abu-Sufyan va saber rebutjar els musulmans però Abu-Jahl va buscar la batalla i va trobar la derrota en la batalla de Badr; Un fill d'Abu-Sufyan, Hanzala, va morir i un altre, Amr ibn Hixam, fou fet presoner encara que després fou alliberat; el seu sogre Utba ibn Ràbiya també va morir.
Encarregat de la revenja va organitzar el gran exèrcit que havia d'atacar Medina el 625. Va seguir la batalla de l'Úhud, però mal aconsellat no va atacar les defenses de Medina. Llavors va organitzar una gran coalició que va assetjar Medina el 627, però en fracassar es va desencoratjar i la resistència de la Meca fou organitzada per un altre grup encapçalat per Safwan ben Umayya Suhayl ben Anr i Ijkrima ben Abi Djahl.
El 630 aliats dels quraixites van trencar la treva, i Abu-Sufyan fou enviat a Medina a negociar. Sembla que va arribar a un acord amb Mahoma el qual es va casar amb la seva filla Umm Habiba que era musulmana feia anys. Quan Mahoma va marxar cap a la Meca el 630, Abu-Sufyan el va anar a trobar i se li va sotmetre acompanyat del seu fill i Hakim ibn Hizam i el mateix any va prendre part en la batalla de Hunayn i al setge de Taïf on Abu-Safyan, que tenia negocis a la ciutat, va participar en la destrucció de l'ídol local Al-Lat. Fou nomenat llavors governador de Najran i potser també del Hijaz vers el 632, però potser fou ja un nomenament d'Abu-Bakr as-Siddiq.
Va estar present en la batalla del Yarmuk del 15 al 20 d'agost del 636, però només per encoratjar els joves, ja que en aquest moment tenia uns 70 anys. La tradició diu que va morir el 653 amb 88 anys.